# Vojaška baza
Vojáška báza ali vojáško oporíšče je večje osamljeno naselje oziroma območje, kjer je nastanjena vojaška oprema in osebje. 
Vstop v tako bazo je omejen, saj lahko vanjo vstopi le pooblaščeno osebje (vojaške osebe in njihovi sorodniki). 
Večje vojaške baze imajo na svojem območju:
- nastanitvene objekte (vojašnice in hiše),
- skladišča ali hangarje,
- poligone,
- čistilne obrate,
- prehranjevalne obrate,
- verske objekte,
- športne objekte (npr. telovadnice ali fitnese)
- šole,
- parke,...

Na splošno vojaška baza priskrbi nastanitev za enoto, toda lahko služi kot poveljstvo, poligon, testni objekt,... Večina baz ni samovzdrževalnih, zato se opirajo na zunanjo, civilno infrastrukturo (predvsem glede prehrane in ostalih zalog), tako da so zelo pomembne za lokalno ekonomijo in delovno silo.